# Francesca da Rimini (Chaikovski)
Francesca da Rimini: Fantasía después de Dante Op. 32 es un poema sinfónico del compositor ruso Piotr Ilich Chaikovski (Vótkinsk, 25 de abril de 1840 - San Petersburgo, 25 de octubre de 1893). Compuso la pieza en tres semanas (entre el 7 de octubre y el 17 de noviembre), tras su visita a Bayreuth en 1876. Y dedicó el poema a su amigo y antiguo alumno Sergei Taneyev (pianista, compositor y teórico musical).
Fue estrenado por la Sociedad Musical Rusa el 9 de marzo de 1877 en Moscú, a cargo de su amigo íntimo, el pianista y compositor ruso, Nikolai Rubinstein, hermano pequeño de Anton Rubinstein.
| Forma musical      | Poema sinfónico        |
| Compás             | 4/4                    |
| Tonalidad          | Em (mi menor)          |
| Compositor         | Piotr Ilich Chaikovski |
| Año de composición | 1876                   |
| Duración           | 24' 37"                |

| Año de estreno | 1877                  |
| Director       | Nikolai Rubinstein    |
| Ciudad         | Moscú                 |
| Orquesta       | Sociedad Musical Rusa |

## Obra

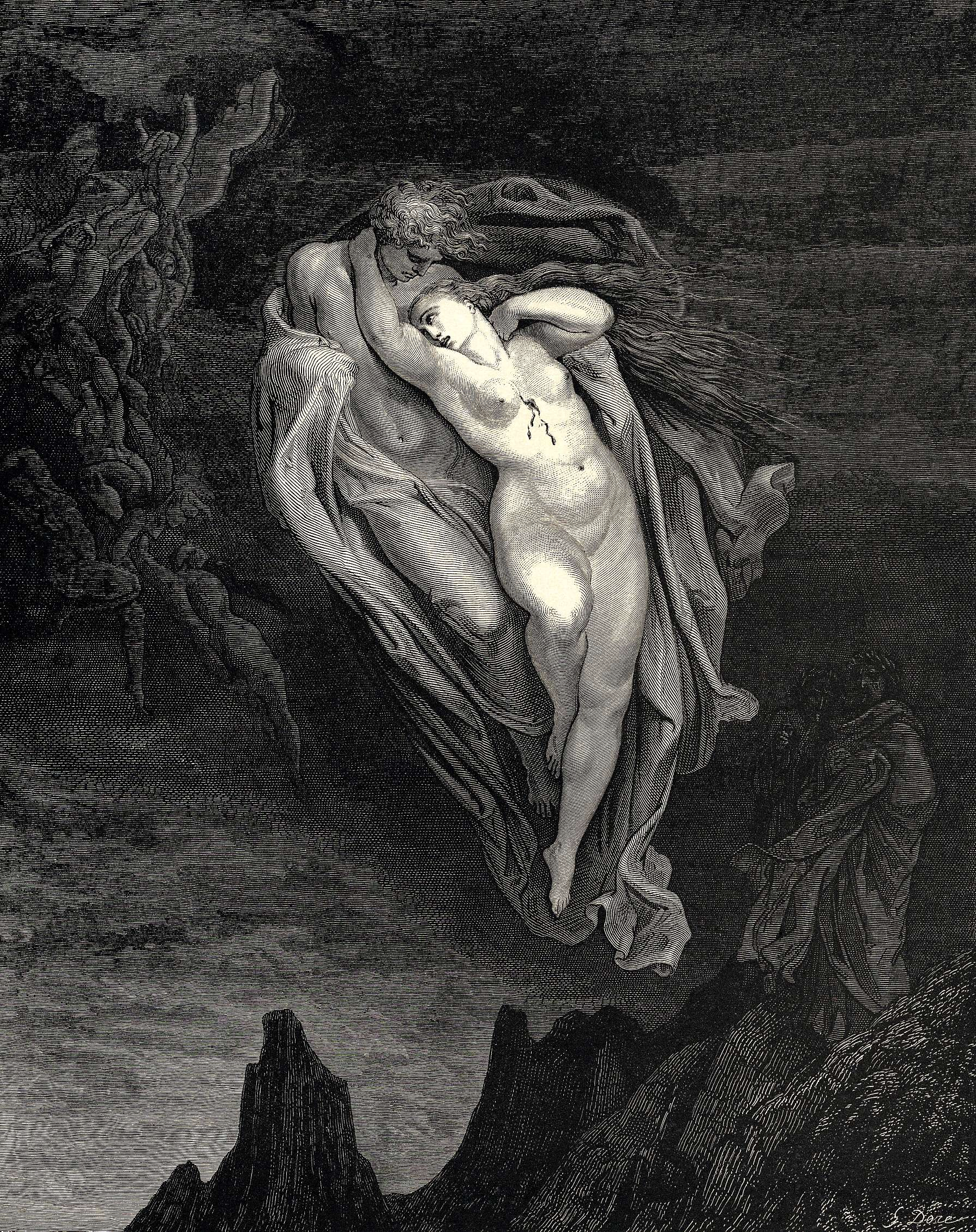
Grabado realizado por Gustave Doré para acompañar el canto 5 de la Divina Comedia. En el grabado se muestran a Francesca da Rimini y a Paolo Malatesta.

#### Contenido
En esta obra, Chaikovski presenta la historia trágica de Francesca da Rímini, personaje de la Divina Comedia de Dante Alighieri. En la primera parte del poema ―el Infierno―, en el canto V, el Dante protagonista se encuentra con los personajes de Paolo Malatesta y Francesca da Rimini, dos nobles enamorados. La relación que mantienen ambos es una relación compleja ya que ella, Francesca, es esposa del hermano de Paolo, Gianciotto Malatesta. Este último, un ser cruel y despiadado, cuando encuentra a su hermano y su mujer besándose cae en cólera y decide acometer con un puñal contra los cuerpos de los dos amantes. Tras su muerte, Paolo y Francesca son postergados a permanecer en las entrañas del Infierno, dominados por un fuerte viento que los zarandea y mueve de acá para allá; sin que puedan alcanzar, con sus pies, el suelo nunca más.

#### Forma
El poema sinfónico se compone de tres partes bien diferenciadas y una pequeña introducción que enlaza con la primera parte.
- Introducción: El inicio del periplo de Dante. Éste, rebasando la Puerta del Infierno, se adentra en los círculos de los que se compone el tártaro. Chaikovski decide, para representar el descenso a los infiernos, emplear los instrumentos de viento como apertura del poema sinfónico.

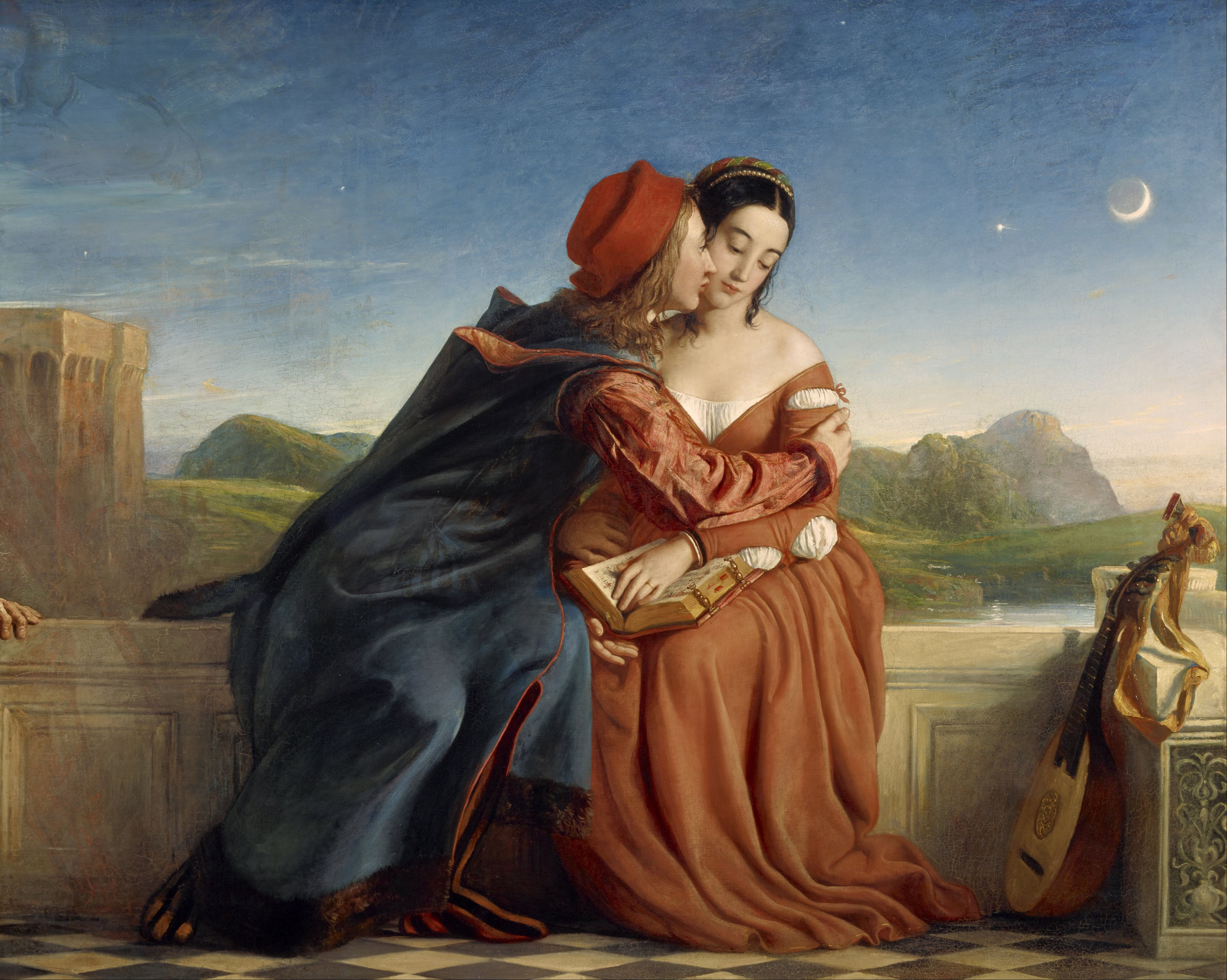
Pintura de William Dyce basada en el pasaje de los amantes lujuriosos de la Divina Comedia

- Primera parte: Tras la introducción, Chaikovski, mediante un cambio de dinámica (pasa del Andante lúgubre a un tempo più mosso moderato que muestra el martirio de los amantes. La primera parte es la continuación de lo que se prepara con los instrumentos de viento hacia una orquesta total que se mueve en favor de esos tonos y melodías oscuras que ya se habían presentado. Chaikovski consigue esta condición taciturna gracias a la formulación de la pieza en Mi menor y con las notas bajas de violonchelo y contrabajos con los metales. Los instrumentos principales, en esta primera parte, son los instrumentos de cuerda, los cuales alternan sus sonidos con los de los demás instrumentos ilustran el camino que traza Dante y que le conducirá hasta la figura del rey Minos.

- Segunda parte: Tras llegar al segundo círculo, Dante encuentra, entre muchas otras almas castigadas por su lujuria, a Paolo Malatesta y Francesca da Rimini. Y decide pedir a Virgilio ayuda para acercarse a esas almas en pena y poder conversar sobre el origen de su cruel castigo.

- Tercera parte: Ahora, la música calla intentando mostrar la soledad de Dante y la reflexión que mantiene consigo mismo sobre el Amor, mientras dialoga con Francesca. La voz de ésta está representada por un solo de clarinete. Y mediante el instrumento, Chaikovski expone la imposibilidad de amar en la vida terrena a su querido Paolo.

Esa retrotracción de Francesca al pasado está conformada por la sección de viento sustentada por las cuerdas, mostrando así una mayor pasión; llegando al momento de las trompas y la forma de réquiem que éstos dibujan. Se expresa así, el desenlace trágico de la pareja de amantes.

## Historia

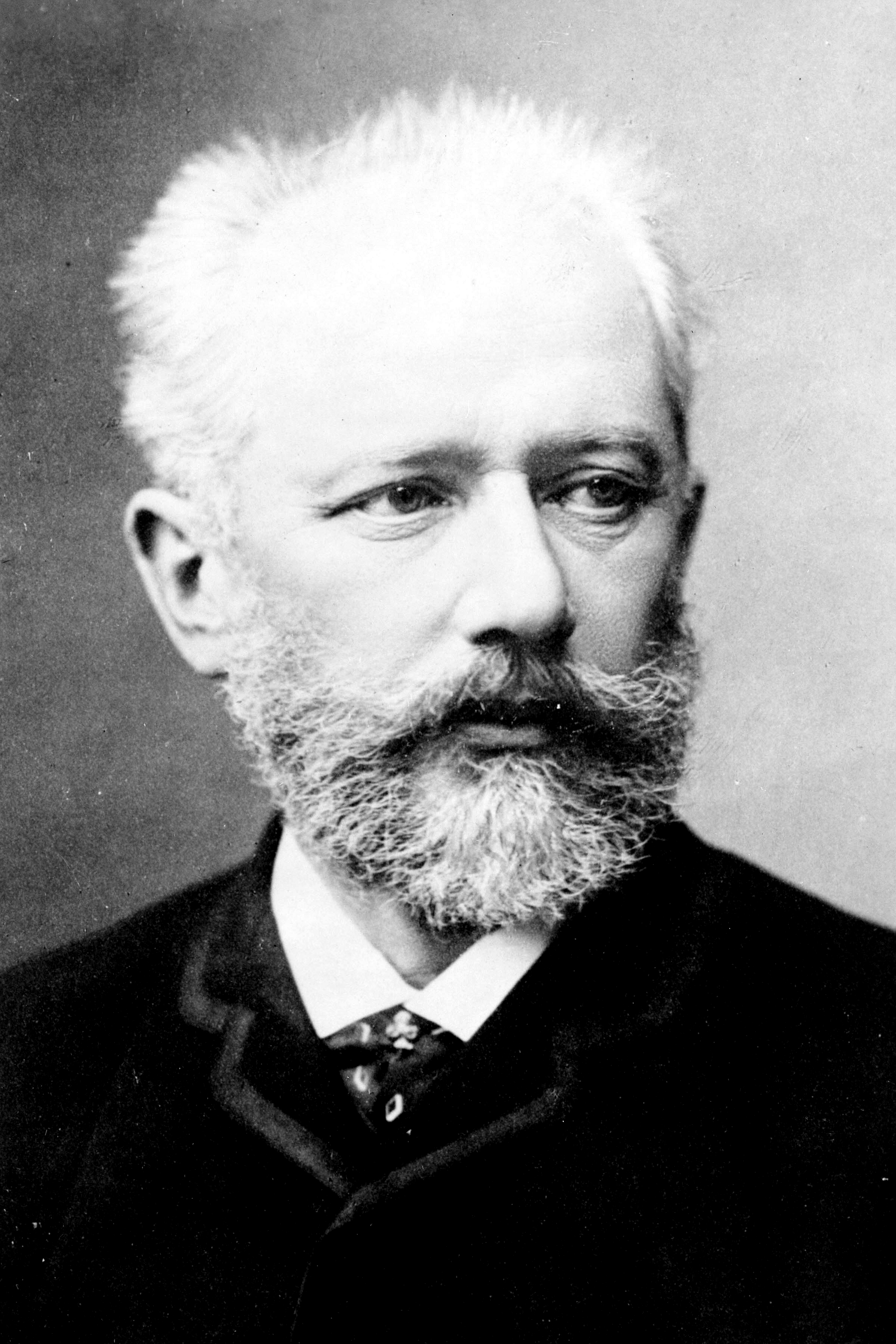
Retrato de Piotr Ilich Chaikovski

Chaikovski emplea la idea visual expuesta por Dante para construir una imagen sentida; actualiza la figura de Francesca adhiriéndola a su contexto.
En 1876, Chaikovski visita París acompañado de su hermano Modest Ilich Chaikovski(13 de mayo de 1850- 15 de enero de 1916). Durante esa estancia en Francia, compone su famoso Cuarteto de cuerda op. 30. Al volver a su tierra, decide visitar Bayreuth y conocer a uno de sus referentes musicales: Franz Liszt. Este viaje supondrá un punto de inflexión en su creación musical y una influencia notable en lo que será su poema sinfónico “Francesca da Rimini: Fantasía de Dante”.
Tras pasar un tiempo en Rusia, después de conocer a Franz Liszt, decide pedir consejo a su hermana Aleksandra Davydova en Verbovka y a Petrovich Shilovsky en Ussovo para salir de la profunda depresión que padecía. Dicha depresión era causada por el sentimiento de culpabilidad que le producía su condición homosexual. De todo esto, Chaikovski, tras dialogar con sus seres queridos, decide contraer matrimonio con una mujer y así callar los rumores que circulaban por la ciudad. Y así fue, el 18 de julio de 1877 Chaikovski se casa con Antonina Ivanovna Milikova. Sin embargo, el matrimonio duró hasta septiembre de ese mismo año, lo que acrecentó el sentimiento de infelicidad en Chaikovski. Y aunque, continuaron casados desde el punto de vista civil y religioso, no volvieron a convivir.

### Chaikovski
Con esta obra, Chaikovski intentó esconder su homosexualidad[]. El compositor ruso vio en el personaje de Francesca una vía para convencer al auditorio de su heterosexualidad, y así paliar los ataques que sufría por su condición sexual: trató, de forma desesperada, de negar su inclinación por los hombres. De ahí que decidiese introducir un prefacio en su obra explicando por qué Francesca está situada en el infierno y cómo es el amor de ésta hacia Paolo Malatesta.
Este afán por representar la condición humana en sus composiciones es lo que lleva a Chaikovski a tomar la literatura como eje y punto de partida de sus partituras. Concretamente, se centra en escritores como Shakespeare (de ahí que Chaikovski componga piezas bajo los títulos de The Tempest, Romeo and Juliet y Hamlet.
Posiblemente por esto, la crítica señala y habla del carácter europeísta de Chaikovski, el último gran maestro de la sinfonía en el siglo XIX. No se atuvo exclusivamente a las tradiciones rusas, como la mayoría de sus compatriotas, sino que miró al Occidente. Conservaba la bravura y el apasionamiento eslávicos, lo precipitado y lo fogoso, la suavidad lírica y el recogimiento, la fuerza de lo incalculable y el fondo profundo de lo musical. Pero de los franceses tomó la finura de forma, el esplendor y flexibilidad, el refinamiento de una plena eficacia y cierto perfume erótico.
Sin embargo, a pesar de pertenecer a un mismo latir que se expandía por toda Europa, conocido como Romanticismo, con su obra, dedicada al pasaje dantesco, rechazó el camino que seguían en la poesía autores como Keats (1975-1821) o Wordsworth (1770-1850), quienes entendían que el medio para expandir las posibilidades expresivas debía ser el lenguaje musical.

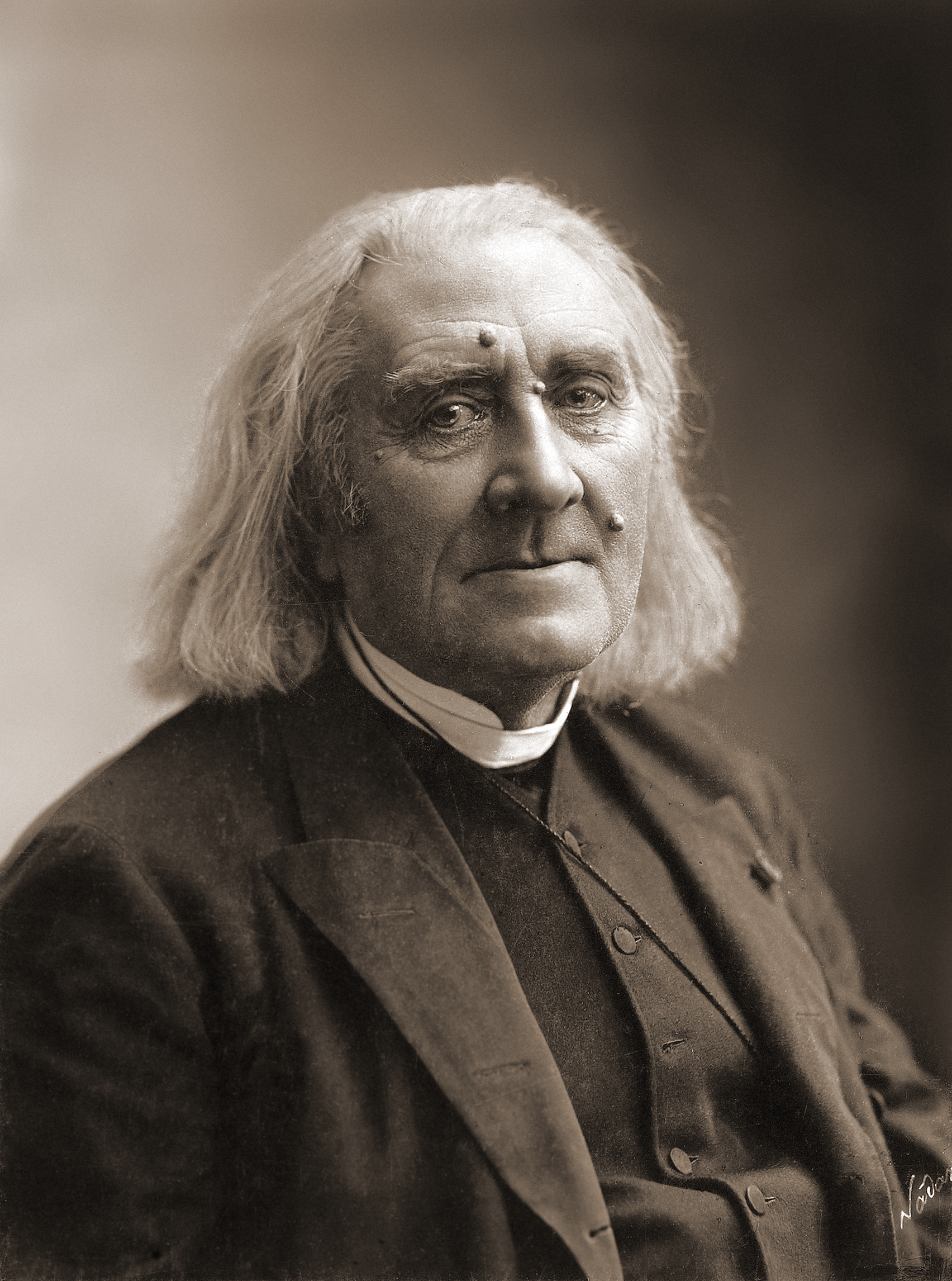
Franz Liszt by Nadar, March 1886

#### Romanticismo ruso
Chaikovski, a pesar de alejarse en algunos aspectos de los románticos, tomó como partida de su composición un texto sumamente explotado por la nueva escuela romántica. Por ejemplo, Franz Liszt, quien ejerció sobre Chaikovski una profunda admiración, también había tomado La Divina Comedia para componer su Dante Symphony S. 109 en 1857.
Liszt realiza una de sus obras más ambiciosas intentando expandir el modelo de poema sinfónico para representar los tres ejes del viaje (infierno, purgatorio y paraíso). Wagner le aconsejó que no intentase describir el paraíso, así que concluyó con un Magnificat para coro, una especie de visión lejana de lo celestial. Liszt anota en su extensa partitura sinfónica citas de Dante que nos dan las claves programáticas del discurso musical. El momento central del infierno es un Andante amoroso donde copia los famosos versos del canto V (Nessun maggior dolore / che ricordarsi del tempo felice / nella miseria) en referencia a la trágica historia de Paolo y Francesca. En el caso de Chaikovski, subtitulada Fantasía sinfónica a partir de Dante, se centra directamente en el mismo episodio copiando los versos de Dante al inicio de la partitura. La obra de Chaikovski sigue el modelo de Liszt como forma libre de inspiración literaria; de hecho el propio Liszt había subtitulado su Sonata para piano Après une Lecture du Dante: Fantasia quasi Sonata.

### Dante

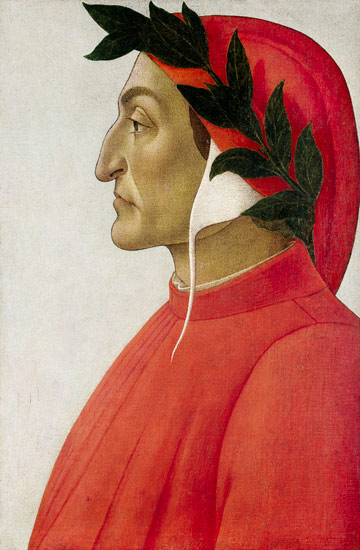
Efigie de Dante Alighieri realizada por Sandro Botticelli

El canto V de la "Divina Comedia" muestra la historia de amor entre Paolo Malatesta y Francesca da Rimini, relatada por Francesca en su conversación con Dante. La joven explica a Dante que fue prometida del hermano de su amante, Gianciotto Malatesta, quien es definido como profundo devoto cristiano, soldado, valeroso, cruel y de aspecto desagradable. Pero, a pesar de su forzado matrimonio con Gianciotto, al ver a Paolo cae rendida a sus pies y le promete su amor en lo privado, a expensas de los demás. Sin embargo, el terrible Gianciotto entra en cólera al enterarse de que su prometida y su hermano se ven en la intimidad y consumen su amor. Por eso, en un arrebato de pasión, mientras Paolo y Francesca se besan durante su lectura del pasaje de Lanzarote del Lago y Ginebra, Gianciotto les acomete con un puñal hasta matar a ambos.
Y tras la muerte, por haberse dejado llevar por los placeres terrenales y mundanos, en favor de los puros y elevados, Francesca y Paolo son condenados a permanecer en el infierno, desplazados de un lugar a otro por los fuertes vientos, vientos que remiten a su actitud hacia el amor.

#### El amor en Dante
El personaje de Francesca se opone al Beatrice. Estas dos mujeres corresponderían con los dos tipos de amores que propone Dante con su obra.
Francesa y Paolo, al igual que los demás “’dannati”’ que hay en el segundo círculo, están ahí por haber sometido la ragion al talento, mientras que el amor de Dante hacia Beatrice responde a un dominio de lo racional sobre lo impulsivo:Intesi ch’a così fatto tormento/ enno dannati i peccator carnali,/ che la ragion sommettono al talento
Francesca y Paolo son dominados por ese impulso primario propio de la forma de hacer anterior a Dante, la enajenación, aquella que no miraba con malos ojos el adulterio pues no pensaba el Amor en los términos redentores y purificadores dantescos. De ahí que para mostrar al lector cómo el acto de Francesca y Paolo pertenece a ese primer estadio mítico, dominado por el talento y no la ragion, Dante expone como móvil del beso entre los dos amantes la lectura del pasaje en el que Lanzarote del Lago y Ginebra consuman su amor, desplazando al gilos, en términos provenzales, el rey Arturo, de la tríada.
Con este recurso de la intertextualidad, Dante castiga el adulterio por ser un acto que toma como impulso el salvajismo del hombre en contraposición a la racionalidad de la que está impregnado el vínculo entre Dante y Beatrice.

## Instrumentación
El carácter musical sobre el que se construye la pieza es, como sucede en el caso de Liszt, la disonancia, de ahí que nunca llegue la resolución conclusiva que espera el oyente. Los instrumentos que hacen de bajo y soporte, mantienen y alargan notas para dar estabilidad y cuerpo a las variaciones y movimientos que realizan la sección de cuerdas (violines y violas) y los vientos. Esta inestabilidad conduce a la parte solista del clarinete, aludiendo a las palabras que dedica Francesca a Dante para relatarle su amor y su pesar.

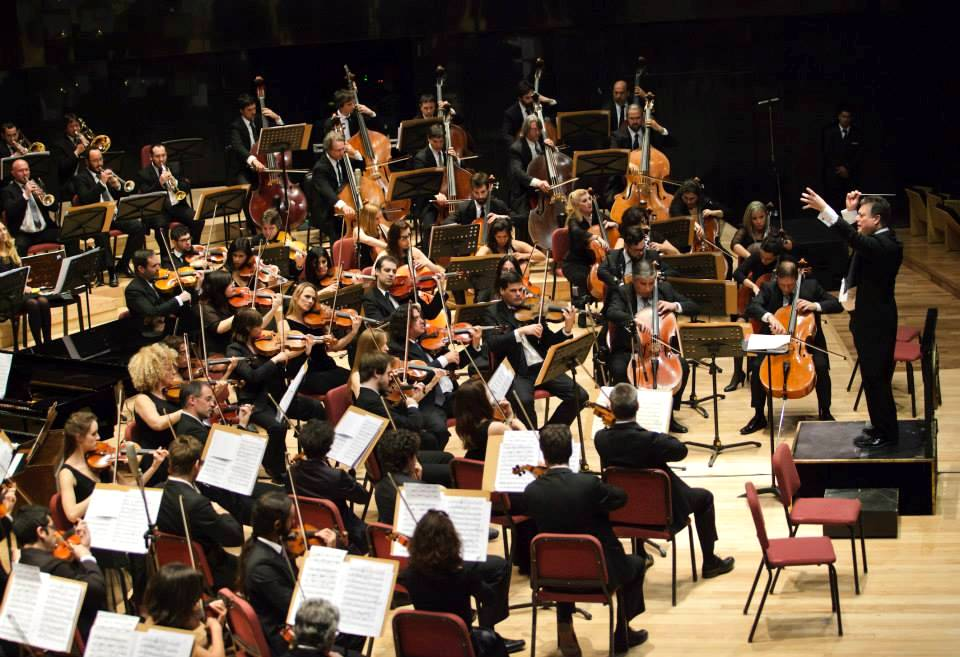
Orquesta Estable del Teatro Argentino

Instrumentos:
- 3 flautas
- 2 oboes
- corno inglés
- 2 clarinetes en La
- 2 fagotes
- 4 trompas
- 2 cornetas en La
- 2 trompetas en Mi
- 3 trombones
- tuba
- timbales
- bombo
- platillos
- tam tam
- arpa
- sección de cuerdas

## Grabaciones notables
| Director               | Orquesta                                                                               |
| ---------------------- | -------------------------------------------------------------------------------------- |
| Yevgeny Mravinsky      | Filarmónica de Leningrado                                                              |
| Leopold Stokowski      | Orquesta Sinfónica del Estadio de Nueva York y la Orquesta Sinfónica de Londres        |
| Antal Doráti           | Orquesta Sinfónica de Minneapolis                                                      |
| John Barbirolli        | Orquesta Filarmónica de Nueva York y Nueva Orquesta Filarmónica                        |
| Mstislav Rostropovich  | Orquesta Filarmónica de Londres                                                        |
| Daniel Barenboim       | Orquesta Sinfónica de Chicago                                                          |
| Antonio Pappano        | Orquesta de la Academia Nacional de Santa Cecilia                                      |
| Mariss Jansons         | Filarmónica de Oslo                                                                    |
| Yevgeny Svetlanov      | Orquesta Sinfónica Académica Estatal de la Federación Rusa                             |
| Bernard Haitink        | Royal Concertgebouw Orchestra                                                          |
| Yuri Temirkanov        | Royal Philharmonic Orchestra                                                           |
| Vladimir Fedoseyev     | la Orquesta Sinfónica de Tchaikovsky                                                   |
| Seiji Ozawa            | Filarmónica de Berlín                                                                  |
| Neeme Järvi            | Orquesta Sinfónica de Detroit                                                          |
| Leonard Bernstein      | Filarmónica de Nueva York y la Orquesta Filarmónica de Israel                          |
| Leonard Slatkin        | Sinfonía de San Luis                                                                   |
| Christoph Eschenbach   | Sinfónica de Houston y la Orquesta de Filadelfia                                       |
| Carlo Maria Giulini    | Orquesta Filarmónica                                                                   |
| Igor Markevitch        | Nueva Orquesta Filarmónica y la Orchestre Lamoureux                                    |
| Charles Munch          | Orquesta Sinfónica de Boston y la Royal Philharmonic Orchestra                         |
| Riccardo Muti          | Orquesta de Filadelfia                                                                 |
| Gennady Rozhdestvensky | Filarmónica de Leningrado y la Orquesta Sinfónica del Ministerio de Cultura de la URSS |

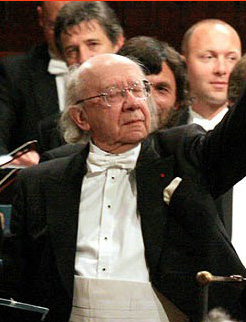
Gennady Rozhdestvensky
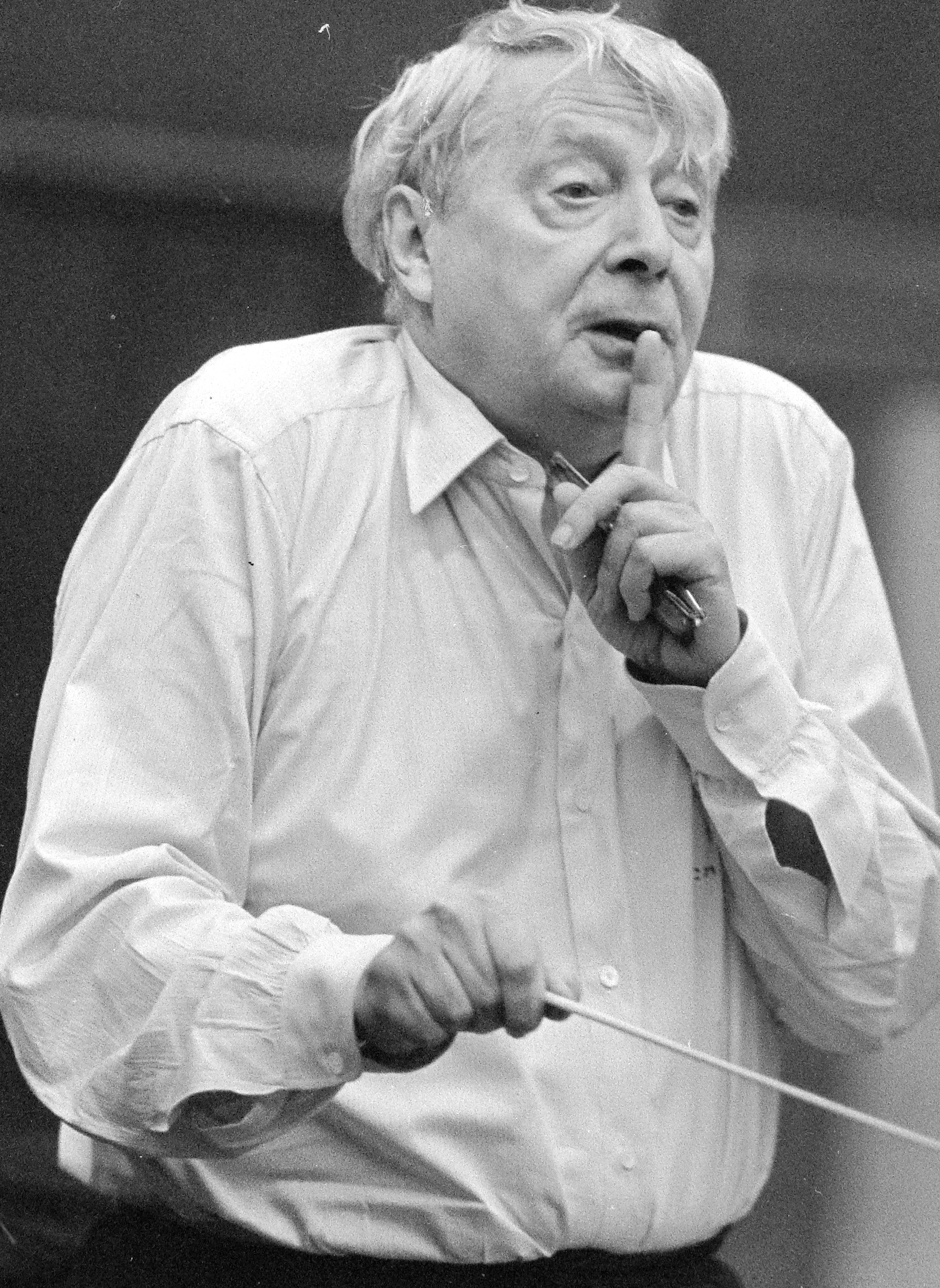
Charles Munch
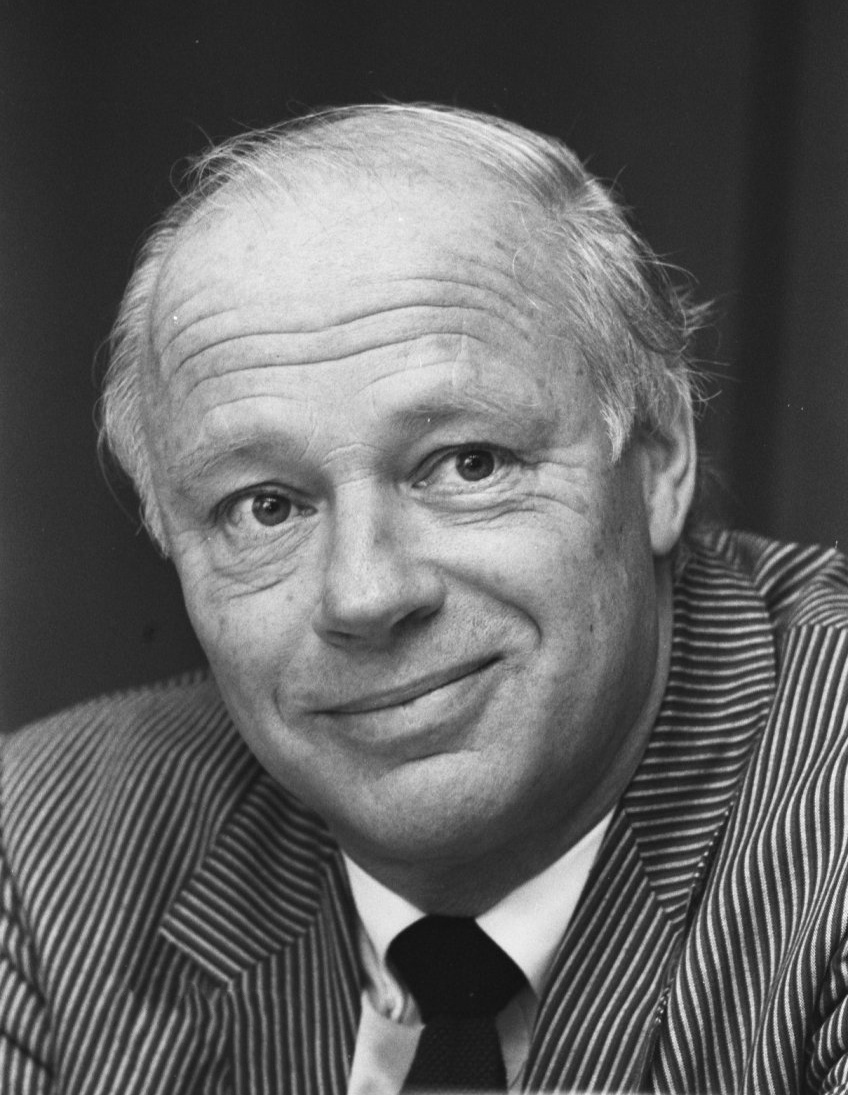
Bernard Haitink
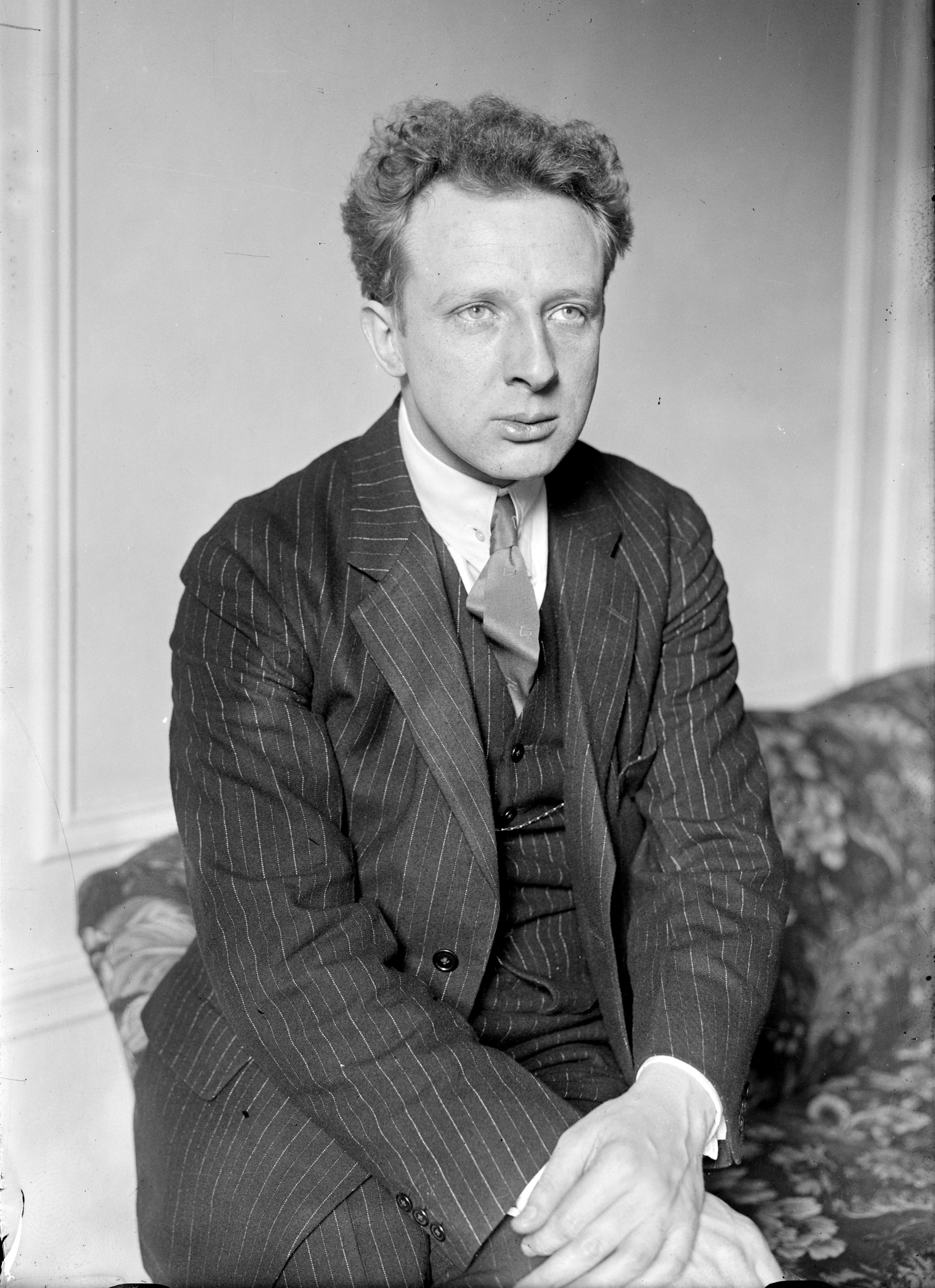
Leopold Stokowski
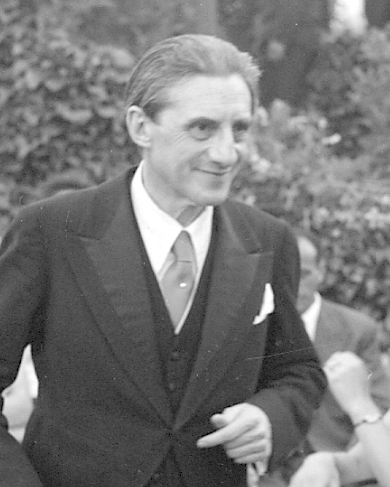
John Barbirolli
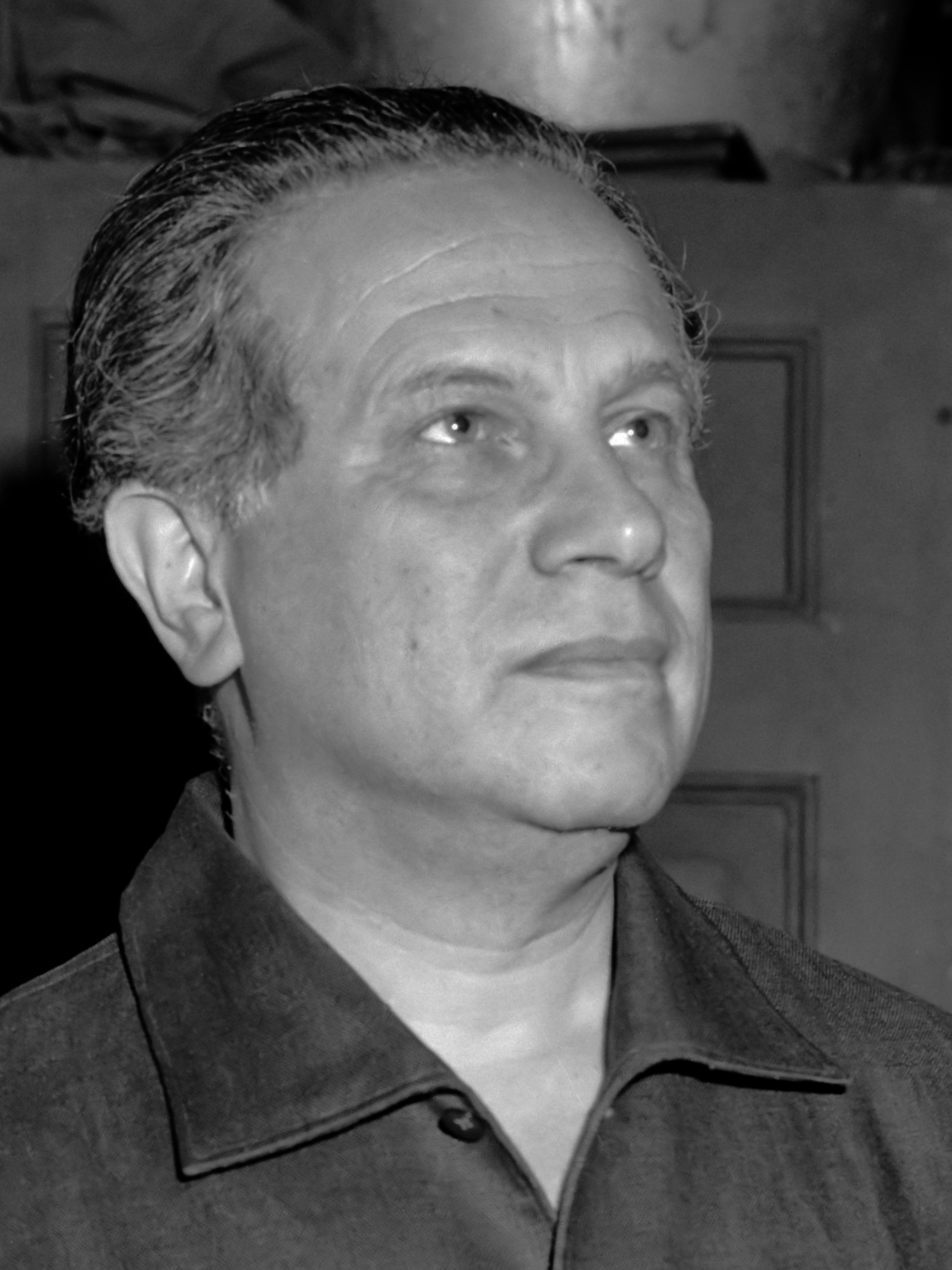
Antal Dorati
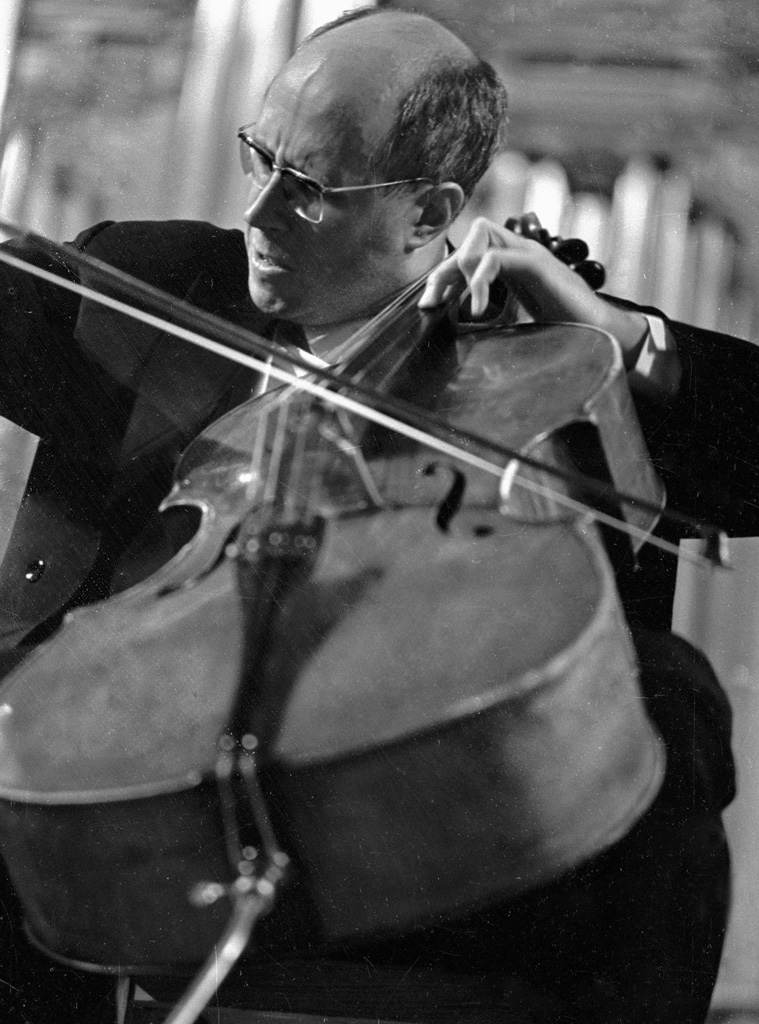
Mstislav Rostropovich
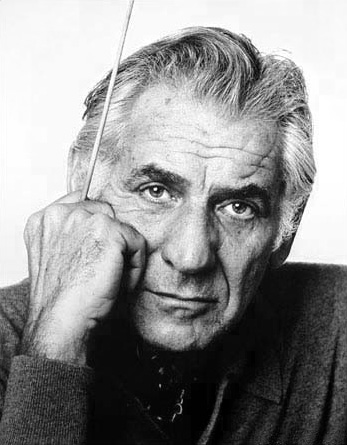
Leonard Bernstein
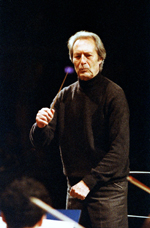
Carlo Maria Giulini